# Bromus scoparius
Bromus scoparius là một loài thực vật có hoa trong họ Hòa thảo. Loài này được L. mô tả khoa học đầu tiên năm 1755.

## Hình ảnh

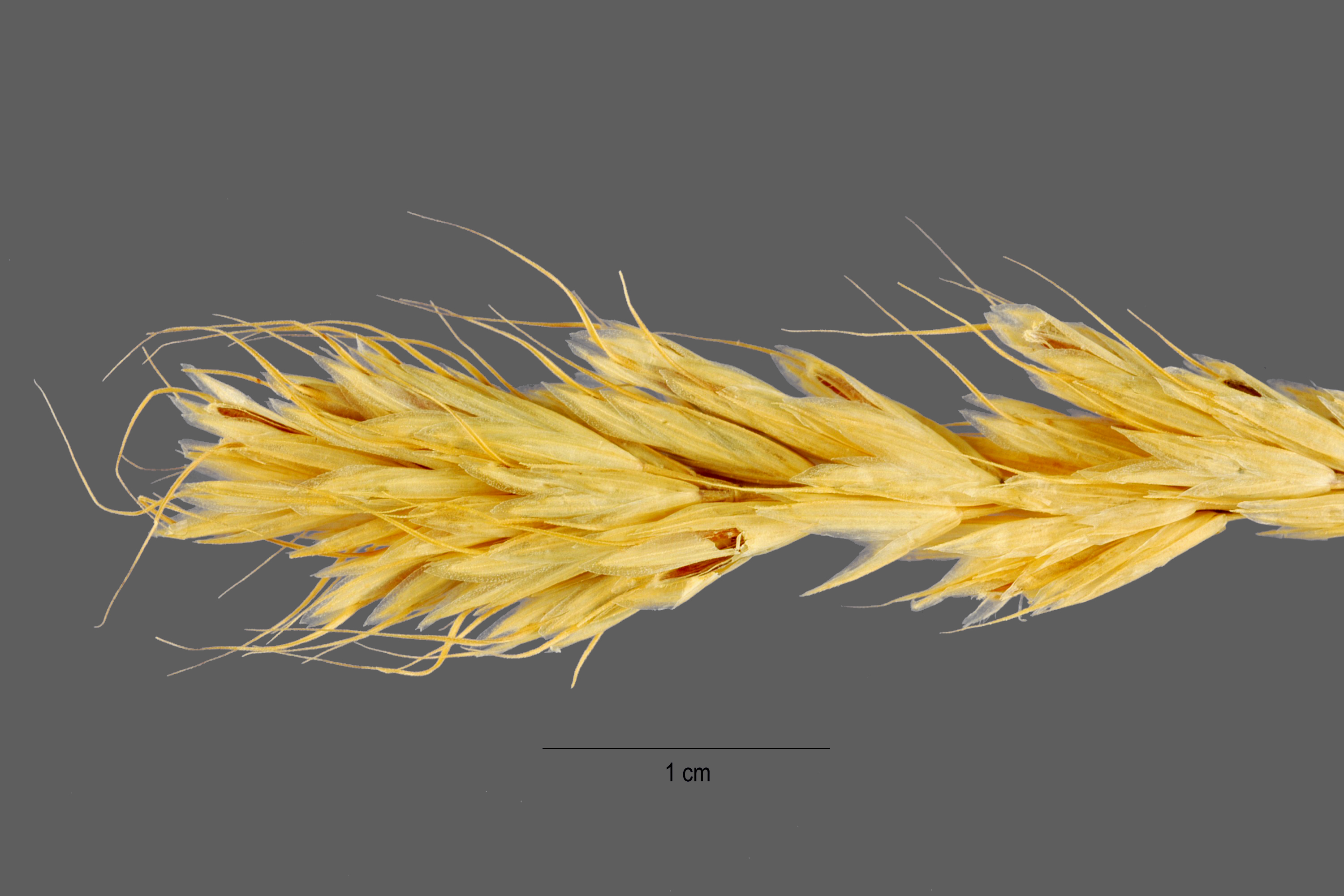